# 马湖站
马湖站位于中华人民共和国湖北省武汉市洪山区，是武汉地铁8号线的地铁车站。

## 车站结构
车站主体布置在野芷湖西路与马湖路交叉口处，沿野芷湖西路南北向布置；为地下二层单柱岛式站台车站（其中地下一层为站厅层、地下二层为站台层），车站总长554.06m，标准段外包总宽21.3m，站台长度为186米，站台宽度12m。车站共设置4个出入口、2组风亭、1个安全出口（兼消防救援）。

### 楼层分布
| 地面     | 地面                       | 出入口                               |  |  |
| 地下一层 | 站厅                       | 售票机、客服中心、武漢通充值、洗手間 |  |  |
| 地下二层 |                            | █ 8号线 往金潭路（下一站：省农科院） |  |  |
|          | 岛式站台，左侧车门将会打开 |                                      |  |  |
|          |                            | █ 8号线 往军运村（下一站：野芷湖）   |  |  |

### 车站出口
|                                                 |      |      |  |
| 出口編號                                        | 設施 | 照片 |  |
| A                                               |      |      |  |
| B                                               |      |      |  |
| C                                               |      |      |  |
| D                                               |      |      |  |
| 注： 設有升降機 \| 設有輪椅升降台 \| 設有洗手間 |      |      |  |

## 鄰近地點
武汉城市职业学院、创意天地等

### 内部链接
- 武汉地铁车站列表